# NGC 2789
NGC 2789 is een balkspiraalstelsel in het sterrenbeeld Kreeft. Het hemelobject werd op 13 maart 1883 ontdekt door de Franse astronoom Édouard Jean-Marie Stephan.

## Synoniemen
- UGC 4875
- MCG 5-22-26
- ZWG 151.35
- IRAS09120+2956
- PGC 26089